# Hanoğlu, Malazgirt
Hanoğlu là một xã thuộc huyện Malazgirt, tỉnh Muş, Thổ Nhĩ Kỳ. Dân số thời điểm năm 2011 là 300 người.